# 地捫太平洋
地捫太平洋有限公司，簡稱地捫太平洋（英語：Del Monte Pacific Limited，SGX：D03、OTCBB：PDMXY
），在1926年亞太地區運作，屬於菲律賓及印度次大陸的品牌銷售權。
現時業務主要經營及銷售各種蔬果類罐頭食品，地區包括亞太、歐洲、印度、中東，以及非洲。也是美國德尔蒙食品旗下公司。總部位於c/o 17 Bukit Pasoh Road Singapore 089831。股份在1999年8月2日於新加坡交易所主板上市。招股價為1.071坡元，發行配售228,573,143股，集資額為244,801,836坡元。

## 連結
- DelMontePacific.com（页面存档备份，存于）